# Gebhard Luiz
Gebhard Luiz (* 14. August 1913 in Söflingen; † 29. Juli 2013 in Schwäbisch Gmünd) war ein deutscher römisch-katholischer Geistlicher.

## Leben
Nach dem Studium von 1932 bis 1936 erfolgte die Priesterweihe 1937 durch Bischof Joannes Baptista Sproll. Luiz war anschließend Vikar an der Herz-Jesu-Kirche in Stuttgart und wurde dort von der Gestapo wegen des Abhörens feindlicher Sender unter dem Vorwurf „Zersetzung der Wehrkraft des deutschen Volkes“ verhaftet und anschließend vom Stuttgarter Sondergericht unter Vorsitz von Hermann Cuhorst zu eineinhalb Jahre Haft verurteilt. Nachdem der als NS-Gegner bekannte zunächst die Strafe im Moorlager Lingen-Papenburg verbüßen sollte, wurde diese Strafe zu einer Zuchthausstrafe auf dem Hohenasperg umgewandelt.
Aus dem Zuchthaus frei besuchte er in Krumbad Bischof Sproll, der ihm einen Hirtenbrief für seine Diözese Rottenburg diktierte. Es folgten Stationen in Riedlingen, Göppingen und Uhingen sowie Kirchbierlingen, bevor er schließlich 1946, für acht Jahre, als Kaplan nach Bad Schussenried kam. Dort konnte er als Anstaltsgeistlicher am psychiatrischen Landeskrankenhaus Kenntnisse in der Tiefenpsychologie gewinnen, die ihn für seine folgende Tätigkeit als Gefangenenseelsorger prädestinierten. 1954 kam er nach Schwäbisch Gmünd, wo er Gefangenenselorger an der Frauenjustizvollzugsanstalt Gotteszell wurde und eine angrenzende Gemeinde mit Kirche, der Piuskirche, aufbaute.
Als Anstaltspfarrer versuchte er diverse Erleichterungen durchzusetzen, so ist die Erlaubnis zum Rauchen für Gefangene der JVA Schwäbisch Gmünd unter anderem sein Verdienst. 1971 wurde Luiz für zehn Jahre Dekan für das Dekanat Schwäbisch Gmünd, zudem war er Pfadfinderpfarrer. Er war Mitgründer des örtlichen Lions Clubs.

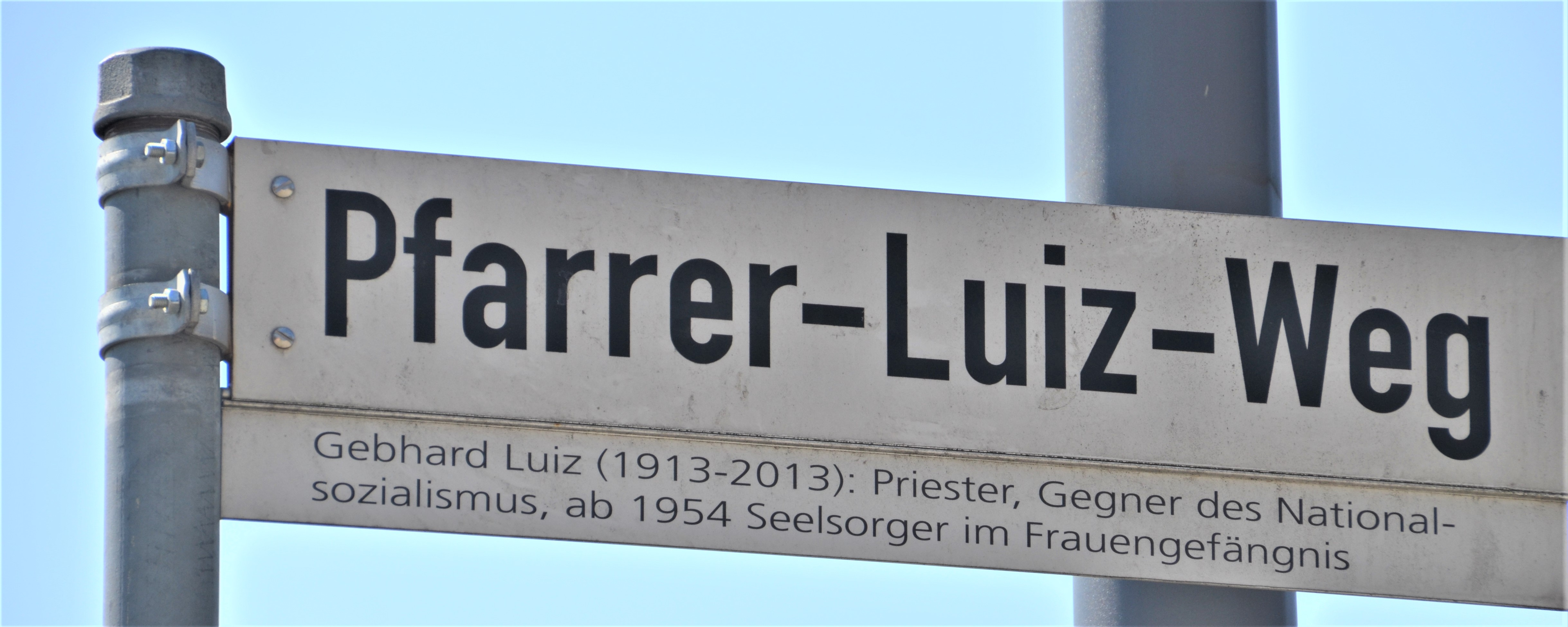
Pfarrer-Luiz-Weg bei St. Leonhard in Schwäbisch Gmünd

Mit dem 70. Priesterjubiläum im Alter von 93 Jahren trat er in den Ruhestand. Er wurde unter großer Anteilnahme auf dem Gmünder Leonhardsfriedhof beigesetzt.

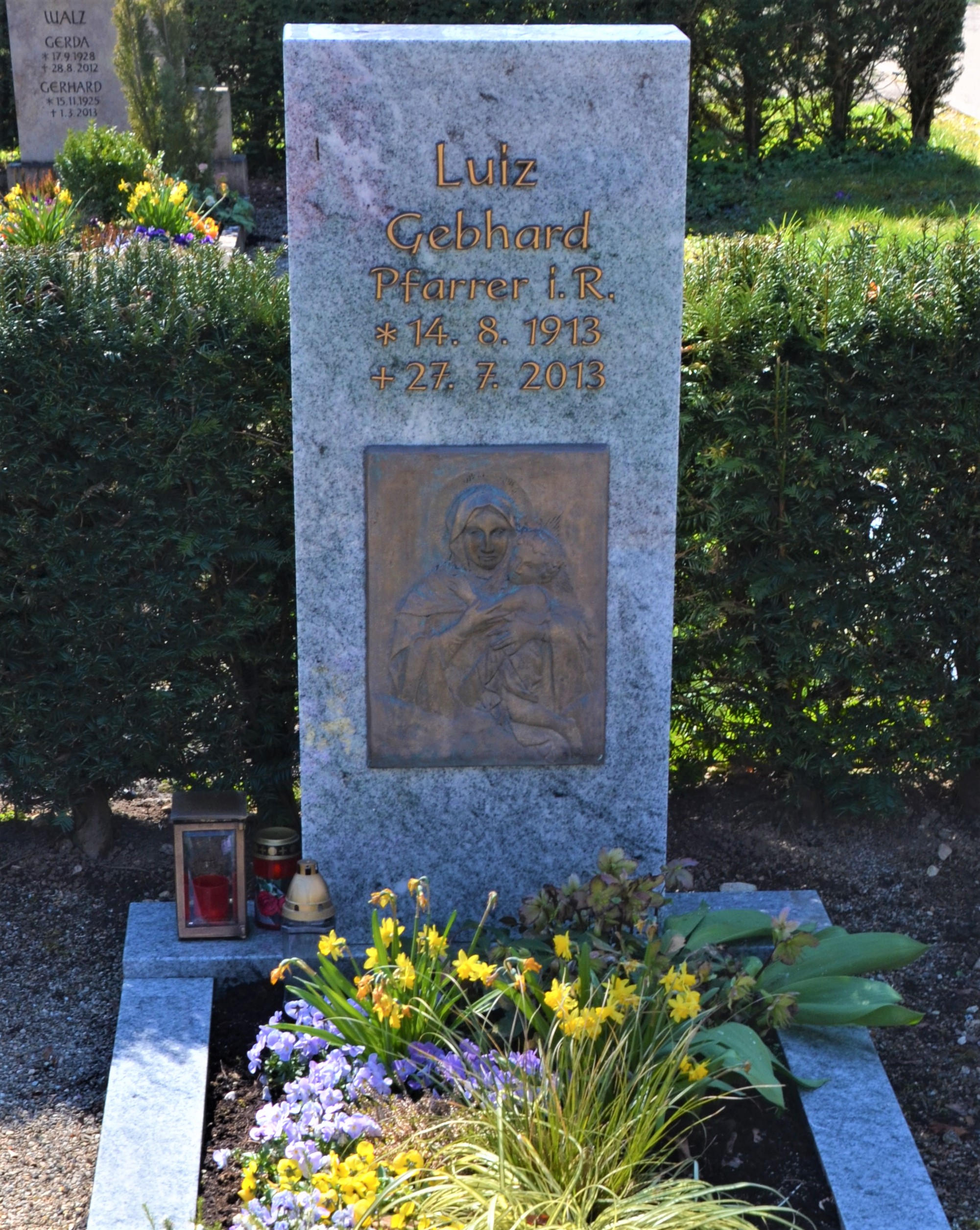
Grab auf dem Leonhardsfriedhof (2020)

Im Juli 2014 wurde zu seinen Ehren in Schwäbisch Gmünd ein Weg mit dem Namen Pfarrer-Luiz-Weg versehen.

## Auszeichnungen
- 1983 Ernennung zum Geistlichen Rat[5]
- 1989 Bundesverdienstkreuz am Bande[5]
- 2003 Staufermedaille durch Rudolf Böhmler überreicht[8]
- 2013 Franz und Katharina Czisch-Preis für Bürgercourage der Stadt Schwäbisch Gmünd[3]